# シエラ (ブルーベリー)
シエラ（Sierra）は、北部ハイブッシュ系に属するブルーベリーの品種の一つ。1976年に交配され、1988年にニュージャージーで発表された。

## 概要
アメリカ農務省とニュージャージー農業研究所の共同研究によって誕生。同年に発表された品種にはネルソン、サンライズ、ブルーゴールドなどがある。交配に至る過程は複雑であり、シエラのような品種の誕生は、ブルーベリーの交配の仕組みが優秀な栽培品を単純に交配してきた従来のものから、膨大な個体の中から優秀なものを選抜して交配する形に変遷したことを示している。
萼部は濃い赤みを帯び、葉は早く肥大化する。花は蕾の時は若干赤みを帯びるが、開花すると白くなる。根の成育、成長は速いが、株の強度に問題を抱えている。株の脆弱性は南部ハイブッシュ系のブルーベリーに顕著な特徴であり、常緑性の強い種を交配するなどの要素も勘案され、耐寒性の欠如が指摘されることもある。だが、同じく北部ハイブッシュ系で、シエラと同じ要素が見られるチャンドラーには凍害の被害を受けたというデータがあるが、一方でシエラは意外にも耐寒性が強いという報告もある。複雑な交配によって誕生したため、従来の基準では判定が難しくなっている。